# Gereonskirche (Krakau)
Die Gereonskirche (polnisch Kościół św. Gereona) war eine vorromanische Kirche auf dem Krakauer Wawel.

## Geschichte
Die Kirche wurde um 1000 gebaut und war eines der zahlreichen sakralen Gebäude auf dem Wawel. Sie war Gereon von Köln geweiht. Sie wurde jedoch bereits im 14. Jahrhundert zur Kapelle der Maria von Ägypten im gotischen Stil umgebaut und im 16. Jahrhundert abgebrochen. 1914 wurden die Fundamente der Kirche von Adolf Szyszko-Bohusz freigelegt und untersucht.